# Rio Acaraí (Santa Catarina)
O rio Acaraí é um curso de água do estado de Santa Catarina que dá nome ao Parque Estadual do Acaraí, localizado no município de São Francisco do Sul.